# 安布羅勞里市鎮

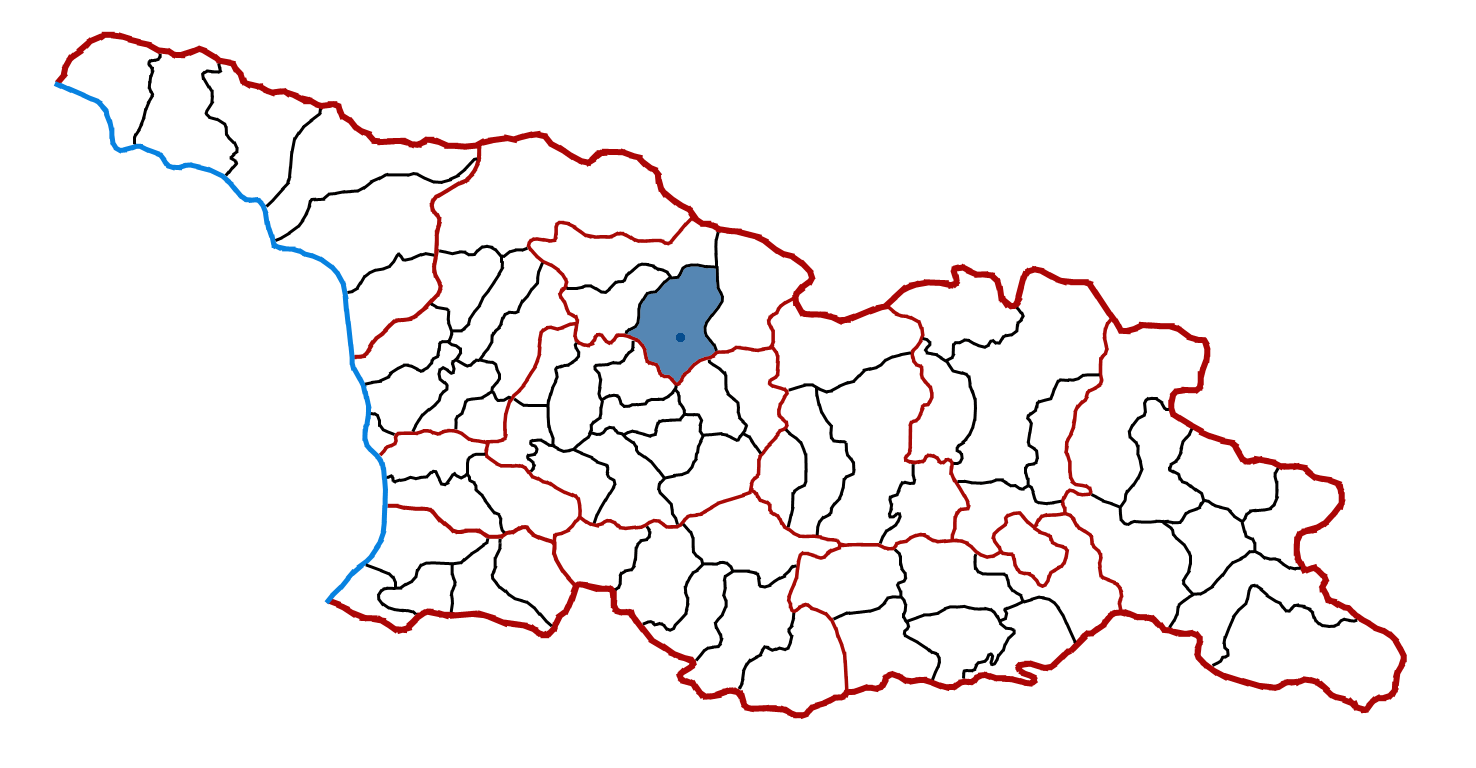

安布羅勞里市鎮，是格魯吉亚北部拉恰-列其呼米和下斯瓦内蒂大区的市镇，行政中心为安布羅勞里。市镇面積为1,142平方公里，2014年人口数量为9,139人，人口密度每平方公里8人。